# Madeleine de Scudéry
Madeleine de Scudéry (El Havre, 15 de noviembre de 1607-París, 2 de junio de 1701), muchas veces conocida simplemente como Mademoiselle de Scudéry, fue una escritora y salonnière francesa. Era la hermana menor del escritor Georges de Scudéry.
Nació en El Havre, Normandía, en el norte de Francia. Se estableció en París junto a su hermano durante la última mitad del siglo XVII, con el seudónimo de Safo o con su propio nombre. Fue conocida como la primera mujer literata de Francia y del mundo. Tuvo una gran amistad con Paul Pellisson.
Con personajes clásicos u orientales como héroes y heroínas, las acciones y forma de hablar eran tomadas de las ideas de moda del momento, y los personajes podían ser identificados con los contemporáneos de Mademoiselle de Scudéry.

## Vida y obra
Safo fue su pseudónimo, según la moda del tiempo. Fue una habitual visitante del palacete de Rambouillet, antes de abrir su propio salón literario, que fue durante mucho tiempo el que marcó el tono del Preciosismo, del que fue una de las más célebres representantes. La mayoría de las celebridades de la época, los Montausier, François de La Rochefoucauld, Madame La Fayette, Sevigné, Conrart, Chapelain, Pomponne y Pellison acudían regularmente a los "sábados de Mme. de Scudéry", en los que se desarrollaban conversaciones eruditas y galantes.
Escribió voluminosas novelas galantes en clave, desprovistas de toda semblanza histórica, pero en las que se podían reconocer, fácilmente, los retratos de personajes tales como Luis II de Borbón-Condé, Mme. de Longueville, entre otros, trasladando a la antigüedad la vida de la sociedad mundana de su época: Ibrahim ou l’Illustre Bassa (4 volúmenes, 1642); Artamène ou le Grand Cyrus (1649-1653), la novela más larga de la literatura francesa (10 volúmenes); Clélie, histoire romaine (10 volúmenes, 1654-1660); Almahide ou l’esclave reine (8 volúmenes 1660); y Matilde d’Aguilar, histoire espagnole (1667).
Sin entrar en análisis profundos sobre la vida interior de los personajes cuyos retratos adquirían, a menudo, un notable relieve, sus obras dieron vida a nuevas emociones: la melancolía, el tedio, la inquietud, el desasosiego y otras fantasías que prefiguraban a Rousseau. Publicadas en la Morale du monde ou Conversations (10 volúmenes; 1680-1682), las conversaciones llenas de sentido e ingenio de sus personajes se convirtieron en una especie de manual de la sociedad elegante. Estas novelas pusieron de moda las novelas preciosistas, dando una visión idealizada del amor y una pintura poética de la sociedad mundana. En Clélie, histoire romaine se encuentra la famosa Carte de Tendre en la geografía galante relegando, en ocasiones, el amaneramiento que había desviado la corriente preciosista de su modernismo original.
En Clélie, 'Herminius representa a Paul Pellisson; Scaurus and Lyriane son Paul Scarron y su mujer (luego Françoise d'Aubigné, marquesa de Maintenon); y con la descripción de Sapho en el volumen X de Le Grand Cyrus la autora se refiere a sí misma.
Sin embargo, Madeleine de Scudéry puso de manifiesto en su Artamène ou le grand Cyrus su aversión hacia el matrimonio, expresada por su heroína, llamada Safo, que declaraba que esta institución era una tiranía. Madeleine fue congruente consigo misma, ya que nunca se casó. Esta novela fue considerada por algunos críticos literarios como la primera novela moderna en la que –sin que fuera prohibida por la Fronda-, sin hacer apología de la sedición política, dejó entrever las simpatías, sin hacerse ilusiones, que Madeleine sentía por los Frondeses. El personaje de Safo constituye el primer aviso de la toma de conciencia acerca del hecho de que, tras la Fronda, las mujeres quedarían relegadas no pudiendo poner de manifiesto sus conocimientos y su talento más que en la esfera privada. Por lo demás, el retrato de Safo en el reino de los Sauromates –la mansión legendaria de las Amazonas- en el décimo volumen de Artamène, coincide con el retrato de la Gran Mademoiselle. Con Pellison, con el que mantuvo una relación de gran fidelidad, influyó en La Fontaine y Molière que, con el nombre de Magdelon, parece haberla ridiculizado en Las Preciosas ridículas (Précieuses ridicules). 
Madeleine de Scudéry fue la primera mujer que obtuvo el premio de elocuencia de la Academia Francesa.
Ella sobrevivió a su hermano más de treinta años. Durante el último tiempo de vida publicó varias de sus conversaciones. Su Vida y correspondencia fue publicada en París por MM. Rathery y Boutron en 1873.